# Didymocarpus oblongus
Didymocarpus oblongus is een plantensoort uit het geslacht Didymocarpus. De soort werd in 1825 beschreven door de Schotse botanicus David Don.